# Archives départementales de la Loire-Atlantique
Les archives départementales de la Loire-Atlantique sont un service du conseil départemental de la Loire-Atlantique situé au no 6 rue de Bouillé à Nantes en France.

## Historique des archives du département
Créée au moment de la Révolution, comme dans chaque département français, cette institution rassemblait à ce moment-là un fonds constitué à l'origine par le dépôt des archives de la chambre des comptes de Bretagne. Le palais de la chambre des comptes devenu, l'hôtel de préfecture de la Loire-Atlantique abritait alors les archives depuis la construction du bâtiment par Jean-Baptiste Ceineray à la fin du XVIIIe siècle. 
En 1898, le musée d’archéologie installé jusqu'ici dans la chapelle de l’Oratoire déménage pour le Palais Dobrée, les archives départementales prennent leur place dans la chapelle. 3 000 mètres linéaires (du fonds judiciaire principalement) y sont installés sur une hauteur atteignant 10 mètres accessibles par des coursives et escabeaux, sans aucune sécurité. Le reste des archives est entreposé dans d'autres endroits (caves de l’assistance publique, postes de polices municipaux, sous-sols divers) dans des conditions non appropriées ne pouvant garantir la conservation optimale de documents anciens.
Au début du XXe siècle de nombreux documents viennent enrichir les archives départementales : les registres d'état civil antérieurs à 1800, les archives des sous-préfectures et tribunaux supprimés et les dossiers produits par des administrations. La place manque rapidement, les fonds sont entreposés jusque dans les couloirs. Devant cette situation, une commission est créée en 1911. Celle-ci constate alors les risques liés au vol, à la dégradation, à l’incendie et aux accidents pour le personnel. Elle adopte donc le principe de la construction d’un nouveau bâtiment. 
Le projet, suspendu par la Première Guerre mondiale, est repris en 1922. Le terrain, situé rue de Bouillé sur la rive droite de l'Erdre, est acquis en 1928, et les plans du dépôt sont élaborés par l’architecte René Ménard en 1930. Trois ans plus tard un bâtiment est inauguré. Cette construction destinée à la conservation des archives est, pour l’époque, parmi les plus modernes et les plus fonctionnelles. Il comprend un bâtiment de conservation sur six niveaux (soit une capacité de stockage de 10 000 mètres linéaires). S'y ajoutent sept « petits cabinets pour les collections particulières » destinés aux archives privées, une vaste salle de lecture, une salle de conférence et d’exposition.
À la fin des années 1990, le taux de remplissage des magasins de conservation devint très important et les réserves de stockage furent donc limitées. De plus, l’augmentation de la fréquentation de la salle de lecture, la rendit trop exigüe pour le public, elle était également inadaptée aux nouvelles techniques de communication. Trop à l’étroit, les conditions de travail des agents devaient en outre être améliorées. Après sept années d'études, les travaux d'extension peuvent enfin débuter en mars 2005. L'architecte parisien Bruno Gaudin, associé au bureau d’études nantais OTH ouest (Iosis), mène à bien le chantier qui prend fin en 2008. L'espace de stockage et de conservation passe ainsi de 31 000 à 57 000 mètres linéaires, la salle de lecture de 82 à 130 places, la salle de conférence de 25 à 100 places, les salles d’animation éducative de 24 à 45 places et la salle d’exposition de 100 à 380 m2.

## Directeurs
- 1792-1809 : Julien Trébillard[2] ;
- 1809-1835 : ?
- 1835-1872 : François Ramet[3];
- 1872-1910 : Léon Maître ;
- 1911-1937 : Émile Gabory ;
- 1937-1948 : Séverin Canal ;
- 1948-1965 : Henri de Berranger ;
- 1965-1992 : Xavier du Boisrouvray ;
- 1992-2001 : Rosine Cleyet-Michaud ;
- 2001-2004 : Vivienne Miguet ;
- Depuis 2004 : Philippe Charon.

## Fonds numérisés
Depuis 2006, les archives départementales de Loire-Atlantique proposent sur leur site internet les inventaires des fonds conservés ainsi qu'un large choix de documents d'archives numérisés :
- Guerre
  - Conscrits militaires (recherche chronologique ou nominative)

- Généalogie
  - Registres paroissiaux et d'état civil
  - Recensements de population
  - Fonds Freslon (relevés généalogiques)
  - Rôles de capitation

- Tables et répertoires
  - Répertoires de notaires
  - Tables alphabétiques des décès de l'Enregistrement
  - Tables alphabétiques des Hypothèques

- Iconographie
  - Affiches et gravures
  - Cartes postales
  - Photographies
  - Sceaux
  - Marques de fabrique

- Marine
  - Inscrits maritimes (recherche chronologique ou nominative)
  - Matricules de navires
  - Journaux de bord
  - Rôles de bord ou d'équipage (recherche chronologique ou nominative)
  - Rapports de mer des capitaines

- Actes et délibérations
  - Trésor des chartes des ducs de Bretagne
  - Registres de chancellerie du duché de Bretagne
  - Cahiers de doléances
  - Délibérations municipales
  - Délibérations du Conseil général

- Presse ancienne (numérisée sous forme textuelle)
- Publications des sociétés savantes locales

- Cartographie
  - Cartes et plans isolés
  - Cadastre (plans et matrices)

## Pour approfondir